# Sorosichthys ananassa
Sorosichthys ananassa is een straalvinnige vissensoort uit de familie van zaagbuikvissen (Trachichthyidae). De wetenschappelijke naam van de soort is voor het eerst geldig gepubliceerd in 1945 door Whitley.